# Diócesis luterana de Oslo

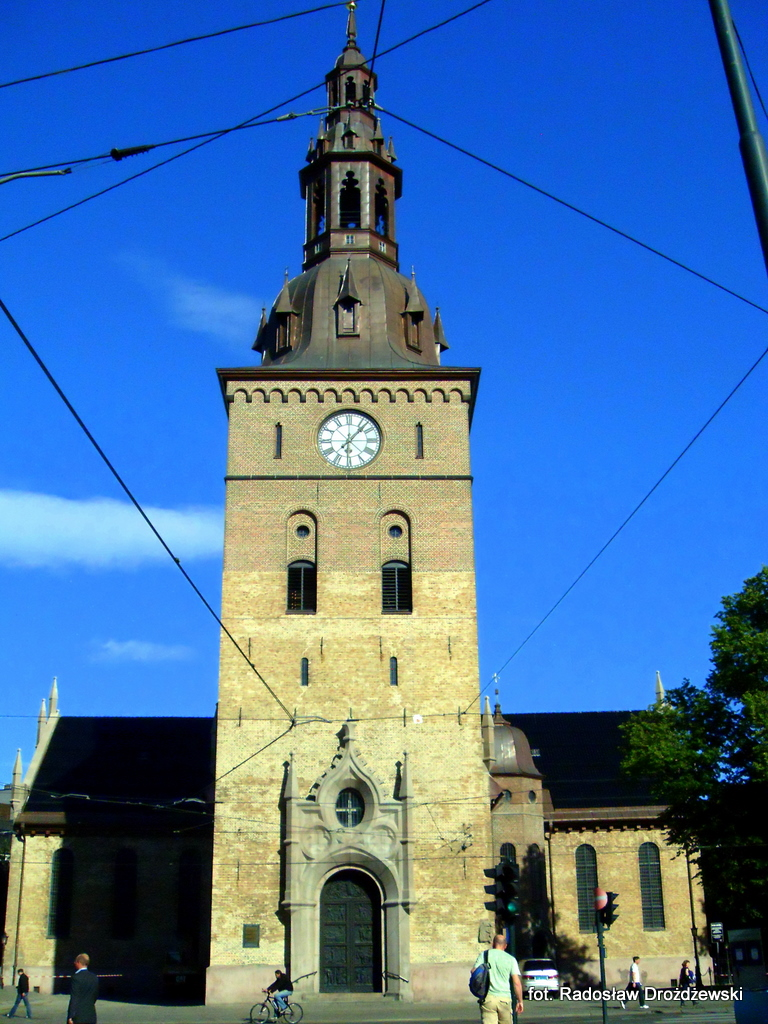
Catedral de Oslo.

La Diócesis de Oslo (en noruego, Oslo bispedømme) es una de las 11 unidades territoriales en que se divide la Iglesia de Noruega. En 2009 contaba con  470 376 miembros.
Es la diócesis más pequeña de la Iglesia de Noruega, pues su área comprende sólo los municipios de Oslo, Asker y Bærum. Su sede es la Catedral del Salvador en Oslo y su obispo Ole Christian Kvarme desde 2005.
La diócesis de Oslo se divide en 7 preposituras: Oslo, Asker, Søndre Aker, Østre Aker, Østre Aker, Nordre Aker, Vestre Aker y Bærum; a su vez subdivididas en 73 parroquias.
Anteriormente, el obispo de Oslo llegó a ser considerado primus inter pares entre los demás obispos de la Iglesia de Noruega. La diócesis tiene aún ciertas funciones especiales, pues de ella dependen la parroquia de sordos, que abarca todo el territorio noruego y que proporciona servicios religiosos a personas con discapacidad auditiva. Esta parroquia se divide en cuatro distritos, con iglesias en Oslo, Bergen, Trondheim y Stavanger. Asimismo, también pertenece a esta diócesis el cuerpo pastoral militar, con presencia en el ejército.

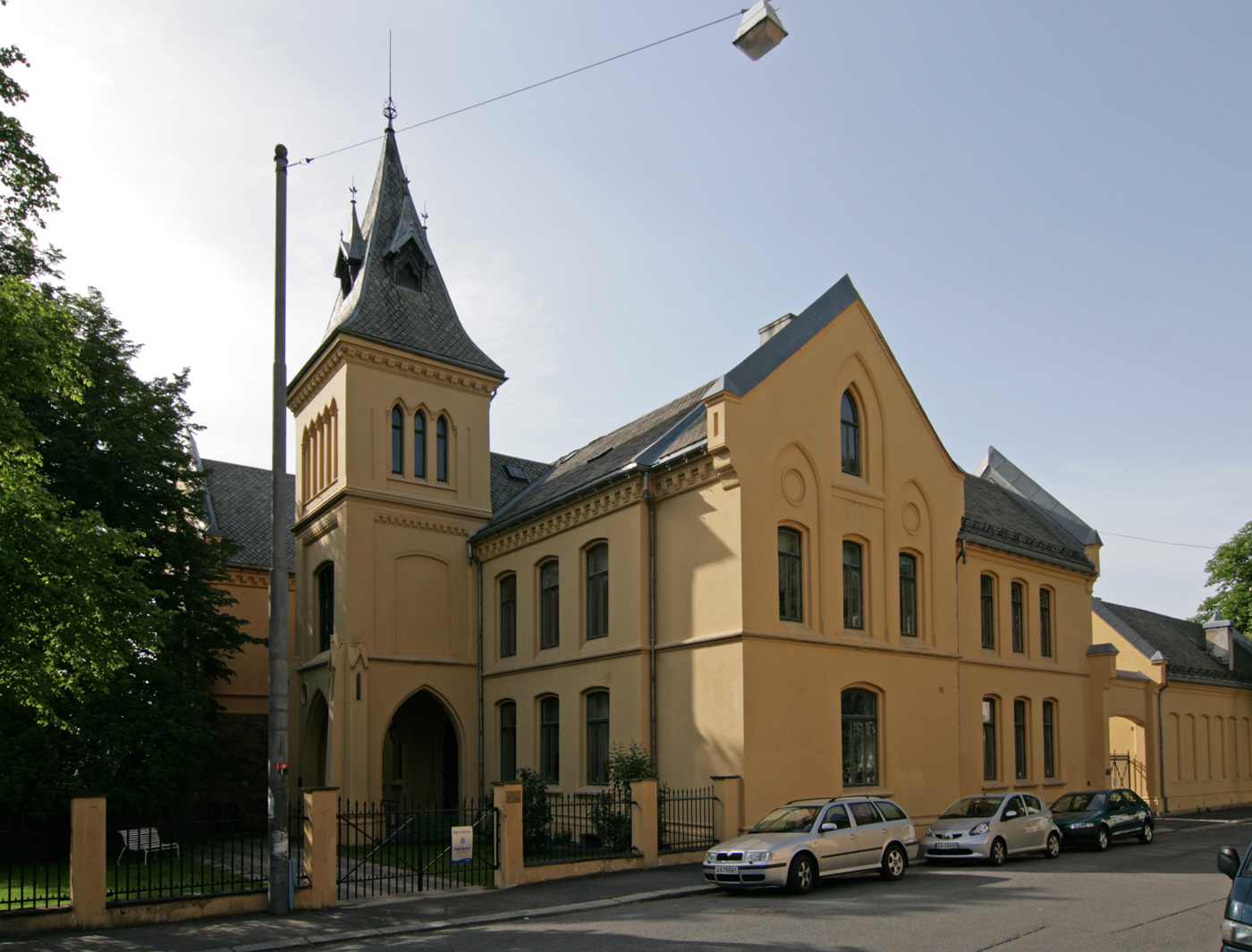
Residencia episcopal.

## Historia
Oslo fue designada sede episcopal católica en 1068. En ese tiempo era una diócesis sufragánea de la archidiócesis de Hamburgo-Bremen. Posteriormente, en 1104, fue sufragánea de Lund, la primera archidiócesis nórdica, y desde 1152 hasta la reforma protestante, de la archidiócesis de Nidaros. La diócesis de Oslo comprendía en la Edad Media las actuales provincias Oslo, Akershus, Buskerud (excepto Hallingdal), Hedmark (excepto la parte norte de Østerdalen), Oppland (excepto Valdres), Telemark, Vestfold, Østfold, Bohuslän, y las parroquias de Idre y Särna.
La diócesis de Hamar fue creada como una escisión de Oslo en 1152, pero fue incorporada a ésta nuevamente en 1541 (junto con la parte norte de Østerdalen, escindida de Nidaros). Las regiones de Valdres y Hallingdal fueron transferidas a la diócesis de Oslo en 1631, desde la diócesis de Stavanger, pero Oslo tuvo que ceder la parte septentrional de Telemark en compensación. Las parroquias de Idre y Särna fueron perdidas ante Suecia en 1644, y lo mismo sucedió con la provincia de Bohuslän en 1658. Las provincias de Hedmark y Oppland constituyeron nuevamente la diócesis de Hamar en 1864. Ese mismo año, el resto de Telemark fue cedido a la diócesis de Kristiansand (hoy llamada diócesis de Agder y Telemark). La diócesis de Tunsberg (provincias de Vestfold y Buskerud) fue creada y separada de Oslo en 1948. La diócesis de Borg (con Østfold y la mayor parte de Akershus) se separó de Oslo en 1969. Desde entonces, la diócesis de Oslo sólo comprende el municipio homónimo y los dos municipios vecinos de Akershus: Asker y Bærum.